# You've Got a Friend In Me
You've Got a Friend In Me är en låt skriven och ursprungligen inspelad av Randy Newman. Låten skrevs speciellt för den animerade Disney-Pixar-filmen Toy Story, och den spelas även i dess uppföljare Toy Story 2, Toy Story 3 och Toy Story 4. Låten nominerades för en Oscar och en Golden Globe i kategorin Bästa sång, men förlorade. Istället vann sången Colors of the Wind från Pocahontas båda priserna.
I likhet med många andra Disney-sånger har det spelats in många coverversioner av You've Got a Friend In Me. En del covers gjordes för uppföljarna till Toy Story, däribland Gipsy Kings tolkning i Toy Story 3.

## Svensk version
På svenska heter låten Jag är din bäste vän. Den svenska versionen av sången framförs av Mikael Roupé och Peter Torgner. Roupé har även skrivit den svenska texten i samarbete med Lena Ericsson.

## Coverversioner
- George Jones tolkade låten år 1996 på sitt album The Best of Country Sing the Best of Disney.
- Riders in the Sky har med låten på albumet Woody's Roundup: A Rootin' Tootin' Collection of Woody's Favorite Songs. Albumet tilldelades ett Grammy Award.
- Mannheim Steamroller tolkade låten på albumet Mannheim Steamroller Meets the Mouse från 1999.
- Voice Male har spelat in en acapellaversion som finns på deras album At the Movies.
- Rockbandet The Fray brukar framföra låten under konserter ibland.
- Aleks Syntek och Danna Paola har tolkat låten på spanska, då med titeln Yo Soy Tu Amigo Fiel!, vilket betyder "Jag är din trogne vän".
- Kenny Loggins gjorde en cover år 2009 som finns med på albumet All Join In.
- Donny Osmond tolkar låten på albumet This is the Moment.
- Michael Bublé gjorde en cover på albumet To be loved som släpptes 2013.